# Anopheles brevirostris
Anopheles brevirostris este o specie de țânțari din genul Anopheles, descrisă de Reid în anul 1950. Conform Catalogue of Life specia Anopheles brevirostris nu are subspecii cunoscute.